# Siculiana
Siculiana – miejscowość i gmina we Włoszech, w regionie Sycylia, w prowincji Agrigento.
Według danych na styczeń 2010 gminę zamieszkiwały 4624 osoby przy gęstości zaludnienia 113,9 os./1 km².

## Linki zewnętrzne

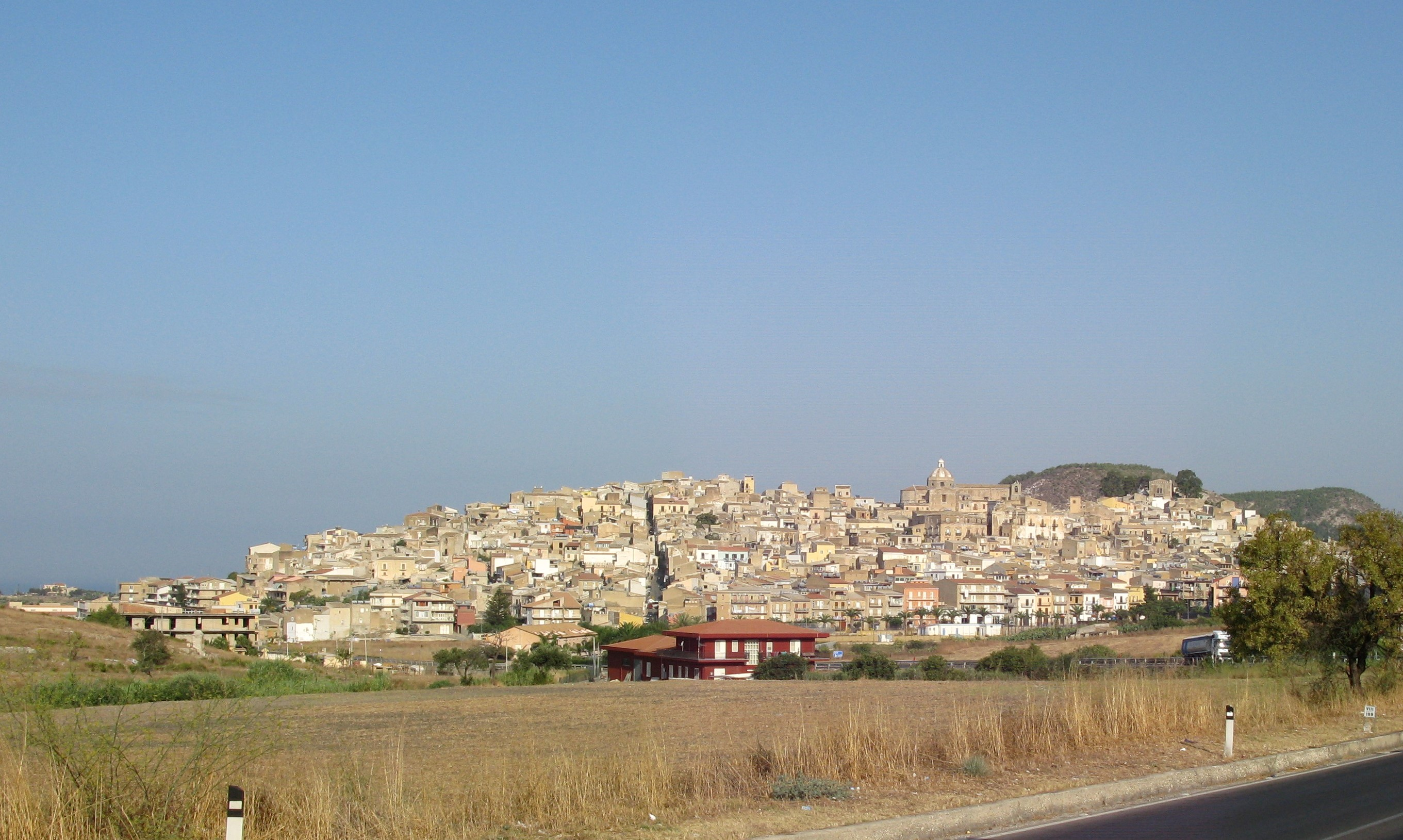
Siculiana